# Herjulf Carl Georg Jørgensen
Herjulf Carl Georg Jørgensen (10. září 1856, Nuuk – 7. června 1911, Randers) byl dánský obchodník a úřadující inspektor jižního Grónska.

## Životopis
Herjulf Carl Georg Jørgensen byl synem misionáře a pedagoga Haldora Ferdinanda Jørgensena (1831–1904) a jeho manželky Idy Emilie Augusty Preislerové (1837–1906). Jeho dědečkem byl politik Otto Jørgensen (1808–1858). Herjulf Carl Georg Jørgensen se v roce 1884 oženil s Mine Pouline Andreou Bachovou (1859–?).
Herjulf Carl Georg Jørgensen působil v letech 1884–1886 jako dobrovolník v Upernaviku a poté zde byl zaměstnán jako obchodní asistent. V témže roce se stal koloniálním správcem v Qeqertarsuaqu, kde zůstal až do roku 1893. V roce 1894 byl jmenován správcem kolonie ve svém rodném městě. V letech 1897 až 1898 byl prozatímním inspektorem Jižního Grónska. V letech 1899 až 1901 byl koloniálním správcem v Sisimiutu a v letech 1902 až 1907 v Qaqortoqu. Po tříleté dovolené odešel v roce 1911 do důchodu a téhož roku ve věku 54 let zemřel.